# Antonio Bidon da Asti
Antonio Bidon da Asti   (Asti, dècada del 1480 - Roma, dècada del 1520) nascut cap al 1480 a Asti i mort abans de 1525, és un compositor i cantant italià del Renaixement, molt famós en la seva època.
Pocs detalls biogràfics ens són coneguts. Del 1500 al 1502, va ser cantant amb la capella de Savoià, després va entrar al servei de la cort de Ferrara del 1502 al 1516. Abans de 1512, va ensenyar cant al famós organista Julius Segni. Convidat pel papa Lleó X, va entrar al seu servei a Roma des del 1516. Va morir abans del 1525, segons dos epitafis pòstums.
S'assumeix una possible relació amb el compositor Jachet de Màntua, que té com a patronímic Jacques Colebault, però no està demostrat.
No ho sabem tot sobre les seves possibles composicions. Només una ens a arribat: un cant que va afegir a Josquin Des Prés un Miserere.

## Llocs de treball
- Asti; a la cort del duc de Savoia, 1500-1502; a la capella del duc de Ferrara, 1502 - 1510;
- al servei de Mantuan, 1511;
- a la capella del duc de Ferrara, 1512-1516;
- referència més antiga, pagament del 28 d'agost de 1516;
- altres pagaments a Bidón, al seu fill Gasparino o a altres de la seva casa el 1519, 1520 i 1521;
- El 1525 es van publicar dos epitafis elogiosos, de manera que Bidon ja havia mort.